# ぐんま県民債
ぐんま県民債（ぐんまけんみんさい）は群馬県が発行する住民参加型市場公募地方債（通称「ミニ公募債」）である。

## 概要
- 群馬県は2002年（平成14年）3月25日に「愛県債」の名称で全国初の住民参加型市場公募地方債を発行[1]、その後は毎年度1回のペースで発行する。当初の発行目的は県立病院の整備等を行うことであったが、2007年（平成19年度）に病院整備以外の事業にも活用するため名称を「ぐんま県民債」と変更し、2010年（平成22年）末で10回発行されている。
- 償還期間は5年であり、表面利率は新発5年利付国債の平均利回りを参考に決定する。発行価格は額面100円あたり100円00銭であるため表面利率がそのまま応募者利回りとなる。また、利子は半年ごとに支払われ、償還日には一括償還される。
- 県民の県政参加を進めるという目的のため、購入できる者は群馬県内に居住する者、または群馬県に通勤・通学する者に限られる。
- 購入単位は1万円であり、購入限度額は300万円までとなっている。（発行開始当初の購入限度額は100万円までであったが2010年度に300万円まで引き上げられる）

## 発行実績
発行実績は下記の通りである。また、集められた資金を充てた事業も併記する。
| 発行日         | 表面利率 （％） | 発行額 （億円） | 対象事業                                                       |
| -------------- | --------------- | --------------- | -------------------------------------------------------------- |
| 2002年3月25日  | 0.66            | 10              | 県立病院施設整備                                               |
| 2002年6月28日  | 0.54            | 30              | 県立病院施設整備                                               |
| 2003年7月31日  | 0.16            | 30              | 県立病院整備                                                   |
| 2005年1月28日  | 0.56            | 30              | 県立病院整備                                                   |
| 2005年10月28日 | 0.84            | 30              | 県立病院整備                                                   |
| 2006年10月27日 | 1.28            | 40              | 県立病院整備事業                                               |
| 2008年1月30日  | 1.00            | 20              | 防災行政無線等整備、重粒子線治療施設設置                       |
| 2008年10月30日 | 1.36            | 20              | 教育環境を整備（県立の高等学校施設整備、学校耐震補強工事）     |
| 2009年10月30日 | 0.68            | 30              | 伊勢崎警察署建設、交通安全施設整備、学校耐震補強工事、道路整備 |
| 2010年11月9日  | 0.34            | 20              | 伊勢崎警察署建設、交通安全施設整備、道路整備                   |

## 取扱金融機関
取扱金融機関は下記の通りである。（2010年度発行分）
- 群馬銀行
- 東和銀行
- 足利銀行
- 桐生信用金庫
- しののめ信用金庫
- 高崎信用金庫
- 利根郡信用金庫
- かみつけ信用組合
- SMBCフレンド証券
- 丸三証券
- みずほ証券
- みずほインベスターズ証券
- 東洋証券